# Georges Seba
Georges Seba est un artiste auteur-compositeur-interprète-arrangeur camerounais originaire d'Ebolowa au sud du Cameroun.

## Biographie

### Débuts
Georges Seba est un métis d'un père homme d’affaires grec et d'une mère d'origine camerounaise né le 09/05/1959 à Enongal. Après avoir obtenu un diplôme universitaire, il opte pour sa passion : la musique. En effet, il chante depuis son enfance et c'est au fur et à mesure qu'il a composé les notes de son univers artistique. 

### Carrière
Spécialiste du Bikutsi, un rythme traditionnel Sud-Camerounais, Georges Seba fut surnommé le « King du Bikutsi » avec le tube «Abakuya» repris par Yannick Noah dans son DVD « live ». Le public Afro-Antillais le découvre avec des titres comme « Ce n’est pas difficile » ou « Barré collé» et par la suite, d’autres tels que « Je suis fâché ».
Georges Seba collabore sur scène ou en studio avec des artistes tels que Manu Dibango, Paul Simon, Alpha Blondy, Papa Wemba, salif Keita,  Meiway, Pierre Akendengue, Enzo Enzo, Céline Dion, Garou, Tina Arena, ou les Kassav.
Il est membre de l'orchestre du Chœur Gospel de Paris et se produit régulièrement à l’Espace Prévert à Paris avec des choristes des quatre coins du monde.

#### Style
Georges Seba propose une musique variée, mélangeant sonorités modernes et traditionnelles, africaines et européennes, mondiales. Il chante en français et en dialectes du sud Cameroun. Avec le Chœur Gospel de Paris, il propose des musiques d’Afrique centrale, équatoriale et des chants Zoulous d’Afrique Australe.

#### Discographie
- Jomolo-Jomolo 1981 Abakuya
- Freedom 1989 Barré-Collé
- Nyia Wom 1983 Diboul
- Lions indomptables 1994 Les Lions indomptables
- Nostalgie 1985
- Comice 2011 Agro Pastoral Ebolowa
- Dédicaces 1987 Ce n’est pas difficile
- DVD Live in Carribean 2007 avec les Chœurs Gospel de Paris[5]